# 강남동 (안동시)
강남동(江南洞)은 경상북도 안동시에 속한 동이다.

## 연혁
- 1914년 7월 5일 : 행정구역 개편에 따라 자연마을이 수상, 수하, 정상, 정하동으로 구분되어 수상, 수하동을 안동군 남후면으로 정상, 정하동을 남선면으로 소속시켰다.
- 1983년 1월 1일 : 안동군 남후면 수상, 수하동과 남선면 정상, 정하동을 안동시로 편입하면서 강남동으로 편제
- 1998년 12월 1일 : 과소동 통폐합으로 강남동을 서구동에 편입
- 2005년 9월 1일 : 행정동 조정으로 강남동을 재신설

## 법정동
| 행정동 | 법정동         | 설명 |
| ------ | -------------- | --- |
| 강남동 | 정하동(亭下洞) | 조선 후기 안동군 남선면(南先面)에 속하였으며, 1914년 행정구역 통폐합에 따라 원다리(遠多里), 내곡동(內谷洞), 신설리(新設里) 등을 통합하여 정하리가 되었다. 1983년 안동시에 편입되었고, 1995년 안동시와 안동군이 도(都)·농(農) 병존형의 안동시로 통합되어 안동시 정하동이 되었다. 정하란 지명은 귀래정 아래쪽에 있다는 데 연유한다.               |
| 강남동 | 정상동(亭上洞) | 조선 후기 안동군 남선면(南先面)에 속한 지역인데 1914년 행정구역 통폐합에 따라 정촌(亭村), 옹정곡(瓮井谷), 삼정곡(三井谷), 거부곡(巨夫谷) 등을 통합하여 정상리가 되었다. 1983년 안동시에 편입되었고, 1995년 안동시와 안동군이 도(都)·농(農) 병존형의 안동시로 통합되어 안동시 정상동이 되었다. 정상이란 지명은 귀래정 위쪽에 있다는 데 연유한다. |
| 강남동 | 수하동(水下洞) | 조선 후기 안동군 남후면(南後面)에 속한 지역인데 1914년 행정구역 통폐합에 따라 수침동(水沈洞), 검암동 등을 통합하여 수하리가 되었다. 1983년 안동시에 편입되었고, 1995년 안동시와 안동군이 도(都)·농(農) 병존형의 안동시로 통합되어 안동시 수하동이 되었다. 수하란 지명은 수침동 아래쪽에 있다는 데 연유한다.                                     |
| 강남동 | 수상동(水上洞) | 조선 후기 안동군 남후면(南後面)에 속한 지역인데 1914년 행정구역 통폐합에 따라 마지동(馬旨洞), 수침동(水沈洞), 남선면(南先面) 강정리 등을 통합하여 수상리가 되었다. 1983년 안동시에 편입되었고, 1995년 안동시와 안동군이 도농복합형의 안동시로 통합되어 안동시 수상동이 되었다. 수상이란 지명은 수침동 위쪽에 있는 데 연유한다.                  |

## 교육 기관
- 안동고등학교
- 성희여자고등학교
- 영문고등학교
- 안동강남초등학교

## 주요 기관
- 안동경찰서
- 경상북도교육연구원
- 대구지방법원 안동지원
- 대구지방검찰청 안동지청
- 한국전력 경북지역본부
- 산림항공본부 안동산림항공관리소

## 교통
- 국도 제35호선